# Epsilonema multispiralum
Epsilonema multispiralum is een rondwormensoort uit de familie van de Epsilonematidae. De wetenschappelijke naam van de soort werd in 2003 gepubliceerd door Maarten Raes, Ann Vanreusel en Wilfrida Decraemer.